# Tschammerpokal 1937
In 1937 vond de derde editie van de Tschammerpokal plaats, de voorloper van de huidige DFB-Pokal.
Er namen 4500 clubs van de Kreisklasse tot de Gauliga deel. Dit was een stuk minder dan een jaar eerder, vele kleine clubs hadden zich afgemeld wegens te hoge kosten. De kampioenen van de Gauliga waren niet rechtstreeks gekwalificeerd waardoor Viktoria Stolp de uiteindelijke hoofdtabel niet haalde. Door een rekenfout plaatsten zich overigens 61 teams en niet 64 waardoor drie teams een bye kregen voor de eerste ronde. Bij een gelijkspel na verlengingen werd een replay gespeeld.
Na twee verloren finales won Schalke 04 nu wel de beker.

## Eindronde

### Eerste ronde
De eerste ronde werd gespeeld van 22 tot 29 augustus 1937.
| Thuisploeg                 | Uitploeg                   | Uitslag  |
| -------------------------- | -------------------------- | -------- |
| VfB Sömmerda               | Eintracht Braunschweig     | 0:4      |
| TuRa 04 Bonn               | SV 06 Kassel-Rothenditmold | 4:2      |
| FC St. Pauli               | Rot-Weiß Oberhausen        | 0:1      |
| Kickers Frankenthal        | FC Schalke 04              | 1:3      |
| Schwarz-Weiß Wuppertal     | SV Dessau 05               | 5:1      |
| VfB Friedberg              | SV Waldhof                 | 0:2      |
| VfR Mannheim               | Kickers Offenbach          | 4:1      |
| SV Ratibor 03              | PSV Chemnitz               | 2:3      |
| ASV Nürnberg               | VfB Stuttgart              | 0:1 n.V. |
| Planitzer SC               | Beuthener SuSV 09          | 3:1      |
| TuRU 1880 Düsseldorf       | Hannover 96                | 4:7      |
| Minerva 93 Berlin          | SC Victoria Hamburg        | 0:0 n.V. |
| SC Schlesien Haynau        | BC Hartha                  | 0:10     |
| Wacker 04 Tegel            | SV Hindenburg Allenstein   | 6:0      |
| Freiburger FC              | VfR Wormatia Worms         | 1:3      |
| 1.SSV Ulm 1928             | 1. FC Nürnberg             | 4:1      |
| SV Polizei Lübeck          | Berliner SV 92             | 0:1      |
| Germania 1906 Bochum       | VfR Köln 04 rrh.           | 6:5      |
| FV Zuffenhausen            | SpVgg Fürth                | 0:3      |
| Rasensport Harburg         | Werder Bremen              | 2:5      |
| Borussia Dortmund          | Hamburger SV               | 3:1      |
| Alemannia Plaidt           | Duisburger FV 08           | 1:3      |
| VfB Mühlburg               | FSV Frankfurt              | 2:1      |
| Dunlop SV Hanau            | Eimsbütteler TV            | 0:2      |
| SpVgg Sülz 07              | Eintracht Frankfurt        | 2:0      |
| Tennis Borussia Berlin     | SC Sperber Hamburg         | 3:1      |
| SC Bajuwaren München       | Karlsruher FV              | 1:4      |
| Homberger SpV 03           | Holstein Kiel              | 0:1      |
| BuEV Danzig                | Hertha BSC                 | 2:3 n.V. |
| Replay (5 september 1937): |                            |          |
| SC Victoria Hamburg        | Minerva 93 Berlin, Z. 1200 | 2:0      |

Breslauer FV 06, Dresdner SC en Fortuna Düsseldorf hadden een bye.

### Tweede ronde
De tweede ronde werd gespeeld van 19 september tot 17 oktober 1937.
| Thuisploeg             | Uitploeg               | Uitslag  |
| ---------------------- | ---------------------- | -------- |
| Eintracht Braunschweig | TuRa Bonn              | 2:0      |
| FC Schalke 04          | Rot-Weiß Oberhausen    | 2:1      |
| SV Waldhof Mannheim    | Schwarz-Weiß Wuppertal | 3:0      |
| Polizei Chemnitz       | VfR Mannheim           | 5:2      |
| VfB Stuttgart          | SC Planitz             | 2:0      |
| Hannover 96            | SC Victoria Hamburg    | 3:2      |
| BC Hartha              | Wacker 04 Tegel        | 2:1      |
| Wormatia Worms         | 1.SSV Ulm 1928         | 4:1      |
| Berliner SV 92         | Germania Bochum        | 3:0      |
| SpVgg Fürth            | FV 1906 Breslau        | 7:1      |
| Werder Bremen          | Borussia Dortmund      | 3:4 n.V. |
| Duisburger FV 08       | VfB Mühlburg           | 1:0      |
| Eimsbütteler TV        | SpVgg Sülz             | 2:0      |
| Tennis-Borussia Berlin | Dresdner SC            | 3:4 n.V. |
| Karlsruher FV          | Fortuna Düsseldorf     | 0:2      |
| Holstein Kiel          | Hertha BSC             | 5:3      |

### 1/8ste finale
De 1/8ste finale werd gespeeld op 31 oktober 1937.
| Thuisploeg                | Uitploeg          | Uitslag  |
| ------------------------- | ----------------- | -------- |
| Eintracht Braunschweig    | FC Schalke 04     | 0:1 n.V. |
| SV Waldhof Mannheim       | Polizei Chemnitz  | 2:0      |
| VfB Stuttgart             | Hannover 96       | 2:1      |
| BC Hartha                 | Wormatia Worms    | 4:2      |
| Berliner SV 92            | SpVgg Fürth       | 1:0      |
| Borussia Dortmund         | Duisburger FV 08  | 1:1 n.V. |
| Dresdner SC               | Eimsbütteler TV   | 3:0      |
| Fortuna Düsseldorf        | Holstein Kiel     | 2:1      |
| Replay (7 november 1937): |                   |          |
| Duisburger FV 08          | Borussia Dortmund | 1:3      |

### Kwartfinale
De kwartfinale werd gespeeld op 14 november 1937.
| Thuisploeg          | Uitploeg          | Uitslag |
| ------------------- | ----------------- | ------- |
| FC Schalke 04       | Berliner SV 92    | 3:1     |
| SV Waldhof Mannheim | Borussia Dortmund | 4:3     |
| Dresdner SC         | VfB Stuttgart     | 3:1     |
| Fortuna Düsseldorf  | BC Hartha         | 4:1     |

### Halve finale
De halve finale werd gespeeld op 5 december 1937.
| Thuisploeg         | Uitploeg            | Uitslag |
| ------------------ | ------------------- | ------- |
| FC Schalke 04      | SV Waldhof Mannheim | 2:1     |
| Fortuna Düsseldorf | Dresdner SC         | 5:2     |

### Finale
De wedstrijd werd op 9 januari 1938 voor 72.000 toeschouwers gespeeld.
| Thuisploeg    |   | Uitploeg           | Uitslag   | Stad, Stadion                 |
| ------------- | - | ------------------ | --------- | ----------------------------- |
| FC Schalke 04 | – | Fortuna Düsseldorf | 2:1 (0:0) | Keulen, Müngersdorfer Stadion |

Tschammerpokal:
1935 · 
1936 · 
1937 · 
1938 · 
1939 ·
1940 · 
1941 · 
1942 · 
1943 

DFB-Pokal:
1952/53 · 
1953/54 · 
1954/55 · 
1955/56 · 
1956/57 · 
1957/58 · 
1958/59 · 
1959/60 · 
1960/61 · 
1961/62 · 
1962/63 · 
1963/64 · 
1964/65 · 
1965/66 · 
1966/67 · 
1967/68 · 
1968/69 · 
1969/70 · 
1970/71 · 
1971/72 · 
1972/73 · 
1973/74 · 
1974/75 · 
1975/76 · 
1976/77 · 
1977/78 · 
1978/79 · 
1979/80 · 
1980/81 · 
1981/82 · 
1982/83 · 
1983/84 · 
1984/85 · 
1985/86 · 
1986/87 · 
1987/88 · 
1988/89 · 
1989/90 · 
1990/91 · 
1991/92 · 
1992/93 ·
1993/94 · 
1994/95 · 
1995/96 · 
1996/97 · 
1997/98 · 
1998/99 · 
1999/00 · 
2000/01 · 
2001/02 ·
2002/03 · 
2003/04 ·
2004/05 · 
2005/06 ·
2006/07 · 
2007/08 ·
2008/09 ·
2009/10 · 
2010/11 ·
2011/12 ·
2012/13 ·
2013/14 ·
2014/15 ·
2015/16 ·
2016/17 ·
2017/18 ·
2018/19 ·
2019/20 ·
2020/21 .
2021/22 ·
2022/23 ·
2023/24 .
2024/25